# Florestano Pepe
Pour les articles homonymes, voir Pepe.
Florestano Pepe, né le 4 mars 1778 à Squillace et mort le 3 avril 1851 à Naples, est un militaire et patriote napolitain, défenseur de la République parthénopéenne en 1799 et frère aîné du général Guglielmo Pepe.

## Biographie
Florestano Pepe est un des 22 enfants de Gregorio Pepe (né en 1740) et Irene Assanti, avec le général Guglielmo Pepe et Stefano Pepe, chevalier de Malte. Son père est lui-même le fils de Giovanni Battista Pepe (né en 1695) et de la noble Rosa Soriano, tandis que sa mère est la tante de Cosimo Assanti et du général et sénateur Damiano Assanti, tous deux fils de Francesco Assanti et Maddalena Rodio.
Il étudie comme son frère cadet à l'École militaire Nunziatella à Naples et en sort avec le grade de porte-drapeau d'infanterie dans le régiment de Bourgogne.
Il est nommé officier en 1796, mais retourne à Naples en 1799 pour défendre la République parthénopéenne, éphémère république sœur de la jeune république française, contre la monarchie napolitaine des Bourbons. Florestano et ses soldats subissent alors la défaite contre les troupes bourboniennes guidées par le cardinal Fabrizio Dionigi Ruffo. Il est capturé et envoyé en exil en France.
Il entre dans l'armée de Napoléon Ier et se distingue dans de nombreuses batailles des troupes napoléoniennes, d'abord au service du roi Joseph Bonaparte, puis sous les ordres du roi Joachim Murat, beau-frère de l'empereur. En décembre 1813, Florestano Pepe fit notamment partie de l'escorte de Napoléon Ier lors de son voyage depuis Achmiany, ville du nord de la Biélorussie, jusqu'à Vilnius, capitale de la Lituanie. Pendant cet épisode militaire, Pepe et plusieurs autres soldats napolitains exilés affrontent à plusieurs reprises des troupes cosaques de l'Empire de Russie. Parmi les 300 Napolitains accompagnant l'empereur et partis d'Achmiany, seuls 30 arrivent à destination.
Après la chute du gouvernement napoléonien, Florestano s'illustrera une seconde fois lors de l'insurrection dans le royaume des Deux-Siciles de 1820, visant à établir une monarchie constitutionnelle, où il sera l'un des principaux chefs et stratèges des insurgés avec son frère Guglielmo Pepe. Il est blessé pendant ce conflit et se retire de la vie publique, il meurt finalement 30 ans plus tard.

## Crédits de traduction
- (it) Cet article est partiellement ou en totalité issu de l’article de Wikipédia en italien intitulé « Florestano Pepe » (voir la liste des auteurs).